# Pattinaggio di figura ai IX Giochi olimpici invernali
Ai IX Giochi olimpici invernali del 1964 a Innsbruck (Austria), vennero assegnate medaglie in tre specialità del pattinaggio di figura. Le gare si disputarono all'Olympia-Eisstadon.

## Programma
| Pattinaggio di figura ai IX Giochi olimpici invernali | Pattinaggio di figura ai IX Giochi olimpici invernali | Pattinaggio di figura ai IX Giochi olimpici invernali | Pattinaggio di figura ai IX Giochi olimpici invernali | Pattinaggio di figura ai IX Giochi olimpici invernali | Pattinaggio di figura ai IX Giochi olimpici invernali | Pattinaggio di figura ai IX Giochi olimpici invernali | Pattinaggio di figura ai IX Giochi olimpici invernali | Pattinaggio di figura ai IX Giochi olimpici invernali | Pattinaggio di figura ai IX Giochi olimpici invernali | Pattinaggio di figura ai IX Giochi olimpici invernali | Pattinaggio di figura ai IX Giochi olimpici invernali | Pattinaggio di figura ai IX Giochi olimpici invernali |
| Eventi / Giorni                                       | Gennaio/Febbraio 1964                                 | Gennaio/Febbraio 1964                                 | Gennaio/Febbraio 1964                                 | Gennaio/Febbraio 1964                                 | Gennaio/Febbraio 1964                                 | Gennaio/Febbraio 1964                                 | Gennaio/Febbraio 1964                                 | Gennaio/Febbraio 1964                                 | Gennaio/Febbraio 1964                                 | Gennaio/Febbraio 1964                                 | Gennaio/Febbraio 1964                                 | Gennaio/Febbraio 1964                                 |
| Eventi / Giorni                                       | 29                                                    | 30                                                    | 31                                                    | 1                                                     | 2                                                     | 3                                                     | 4                                                     | 5                                                     | 6                                                     | 7                                                     | 8                                                     | 9                                                     |
| ----------------------------------------------------- | ----------------------------------------------------- | ----------------------------------------------------- | ----------------------------------------------------- | ----------------------------------------------------- | ----------------------------------------------------- | ----------------------------------------------------- | ----------------------------------------------------- | ----------------------------------------------------- | ----------------------------------------------------- | ----------------------------------------------------- | ----------------------------------------------------- | ----------------------------------------------------- |
| Maschile                                              |                                                       |                                                       |                                                       |                                                       |                                                       | Prove Libere                                          | Prove Libere                                          |                                                       | Finale                                                |                                                       |                                                       |                                                       |
| Femminile                                             |                                                       | Prove Libere                                          | Prove Libere                                          |                                                       | Finale                                                |                                                       |                                                       |                                                       |                                                       |                                                       |                                                       |                                                       |
| Coppie                                                | Finale                                                |                                                       |                                                       |                                                       |                                                       |                                                       |                                                       |                                                       |                                                       |                                                       |                                                       |                                                       |

## Podi
| Evento               | Oro                                | Argento                                                   | Bronzo                      |
| Maschile (dettagli)  | Manfred Schnelldorfer              | Alain Calmat                                              | Scotty Allen                |
| Femminile (dettagli) | Sjoukje Dijkstra                   | Regine Heitzer                                            | Petra Burka                 |
| A coppie (dettagli)  | Ljudmila Belousova Oleg Protopopov | Marika Kilius Hans-Jürgen Bäumler Debbi Wilkes Guy Revell | Vivian Joseph Ronald Joseph |

## Medagliere
| Posizione | Paese            |   |   |   | Totale |
| --------- | ---------------- | - | - | - | ------ |
| 1         | Germania         | 1 | 1 | 0 | 2      |
| 2         | Paesi Bassi      | 1 | 0 | 0 | 1      |
| 2         | Unione Sovietica | 1 | 0 | 0 | 1      |
| 4         | Canada           | 0 | 1 | 1 | 2      |
| 5         | Austria          | 0 | 1 | 0 | 1      |
| 5         | Francia          | 0 | 1 | 0 | 1      |
| 7         | Stati Uniti      | 0 | 0 | 2 | 2      |
| Totale    | Totale           | 3 | 4 | 3 | 10     |